# Aron Lehmann

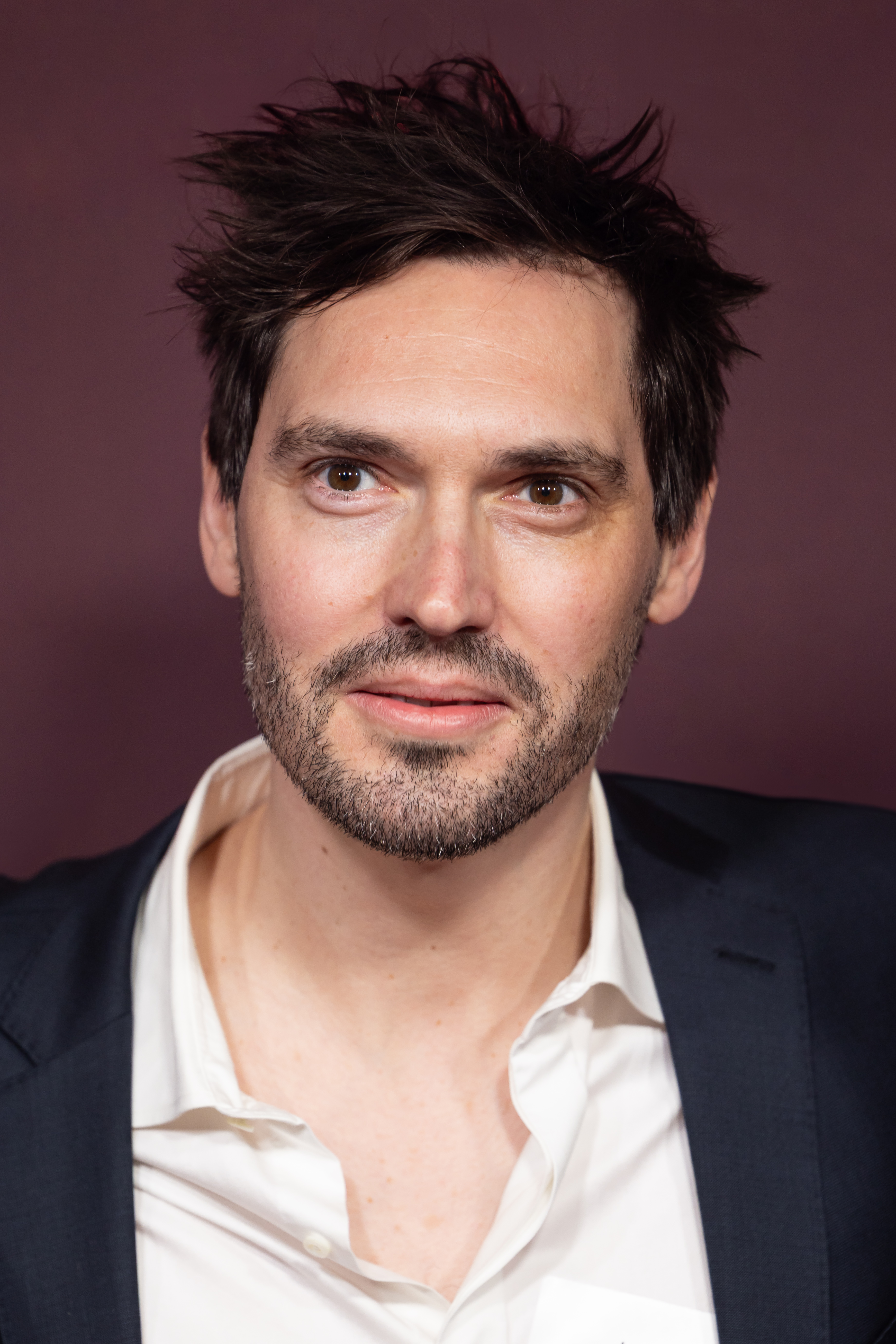
Aron Lehmann (2025)

Aron Lehmann (* 1981 in Wuppertal) ist ein deutscher Filmregisseur und Drehbuchautor.

## Leben und Werk
Aron Lehmann wurde in Wuppertal geboren. Er wuchs im Nördlinger Ries auf. Nach dem Abitur zog er nach Berlin und arbeitete dort von 2003 bis 2005 für verschiedene Filmproduktionen im Bereich Set-Aufnahmeleitung, bevor er an der Hochschule für Film und Fernsehen „Konrad Wolf“ in Potsdam-Babelsberg unter der Leitung von Andreas Kleinert sein Regiestudium absolvierte. Nach mehreren Kurzfilmen drehte er im August/September 2011 seinen ersten Langfilm Kohlhaas oder die Verhältnismäßigkeit der Mittel, der 2012 auf dem Filmfest München die Reihe „Neues Deutsches Kino“ eröffnete.
Lehmann und seine Lebensgefährtin, die Schauspielerin Rosalie Thomass, haben zwei gemeinsame Kinder.

## Auszeichnungen und Preise
- Für den Spielfilm Highway to Hellas:
  - Flash Forward Audience Award (Publikumspreis), 20th Busan International Filmfestival 2015
  - nominiert für den Jupiter Award „Bester deutscher Kinofilm“ 2015
- Für den Spielfilm Kohlhaas oder die Verhältnismäßigkeit der Mittel:
  - Publikumspreis beim Max Ophüls Festival
  - Eröffnungsfilm und Preis für „Beste Regie“ im Wettbewerb Langfilm, Achtung Berlin Festival
  - Preis der DEFA-Stiftung, Filmkunstfest Mecklenburg-Vorpommern
  - Filmkunstpreis 2013, Festival des deutschen Films Ludwigshafen
  - Filmbewertungsstelle Wiesbaden, Prädikat: Besonders wertvoll
  - 30. Filmfest München, 2. Platz beim Bayern3 Publikumspreis
  - nominiert für den 13. First Steps Award

- Für den Kurzfilm Mondwärts:
  - Filmbewertungsstelle Wiesbaden, Prädikat: Wertvoll

- Für den Kurzfilm Liebe Gemeinde:
  - kontrast Bayreuth, Publikumspreis
  - 20minmax Ingolstadt, Jurypreis (Bester Spielfilm)
  - 32. Grenzlandfilmtage Selb, Publikumspreis (Bester Kurzfilm)

- Für den Kurzfilm „Gerhold Selle – Rentner“
  - Filmbewertungsstelle Wiesbaden, Prädikat: Wertvoll
  - 52. Internationales Leipziger Festival für Dokumentar- und Animationsfilm, Nominierung DEFA-Förderpreis

- 2018: Bayerischer Filmpreis für Das schönste Mädchen der Welt

## Filmografie (Auswahl)
- 2007: So G’sell so (Kurzdokumentarfilm) – Konzept & Regie
- 2008: Liebe Gemeinde (Kurzspielfilm) – Buch & Regie
- 2009: Gerhold Selle (Kurzdokumentarfilm) – Konzept & Regie
- 2010: Mondwärts (Kurzspielfilm) – Buchmitarbeit & Regie
- 2012: Komödienstadel: Hummel im Himmel (Fernsehspiel) – Regie
- 2012: Kohlhaas oder die Verhältnismäßigkeit der Mittel (Kinospielfilm) – Buch & Regie
- 2015: Highway to Hellas (Kinospielfilm) – Buchmitarbeit & Regie
- 2016: Die letzte Sau (Kinospielfilm) – Buch & Regie
- 2018: Das schönste Mädchen der Welt (Kinospielfilm) – Regie
- 2020: Das letzte Wort (Fernsehserie, drei Folgen) – Regie
- 2022: Jagdsaison (Kinospielfilm) – Buchmitarbeit & Regie
- 2022: Was man von hier aus sehen kann  (Kinospielfilm) – Buch & Regie